# 李克宪
李克宪（?—?），原名李光宪（李光文为宋太宗赵光义避讳），是北宋初年党项族将领，本姓拓跋，是定难军节度使李彝殷的儿子，李光睿的五弟。
李克宪的母亲是秦国太夫人渎氏，宋太祖乾德五年（967年）秋，李彝兴（李彝殷为宋太祖的父亲赵弘殷避讳）去世。太平兴国三年（978年），李克睿去世，次年，李克睿之子李继筠去世。这时，李克宪担任定难节度使下辖绥州刺史。太平兴国四年（979年），宋太宗征北汉，李继筠派遣银州刺史李光远、绥州刺史李光宪率蕃、汉兵列阵渡黄河，攻略太原境以张宋朝军势。后来自恃功高跋扈，被李继筠弹劾免职。宋太宗因为绥州无主，再让李克宪知州事。宋太宗太平兴国七年（982年），他和绥州刺史、西京作坊使李克文上表说李继筠弟弟李继捧继承节度使，于是宋太宗让李继捧入朝。李克宪入京拖延，通事舍人袁继忠诏谕，李克宪被迫入朝，担任单州刺史，赐第京师。